# Sphedanolestes cingulatus

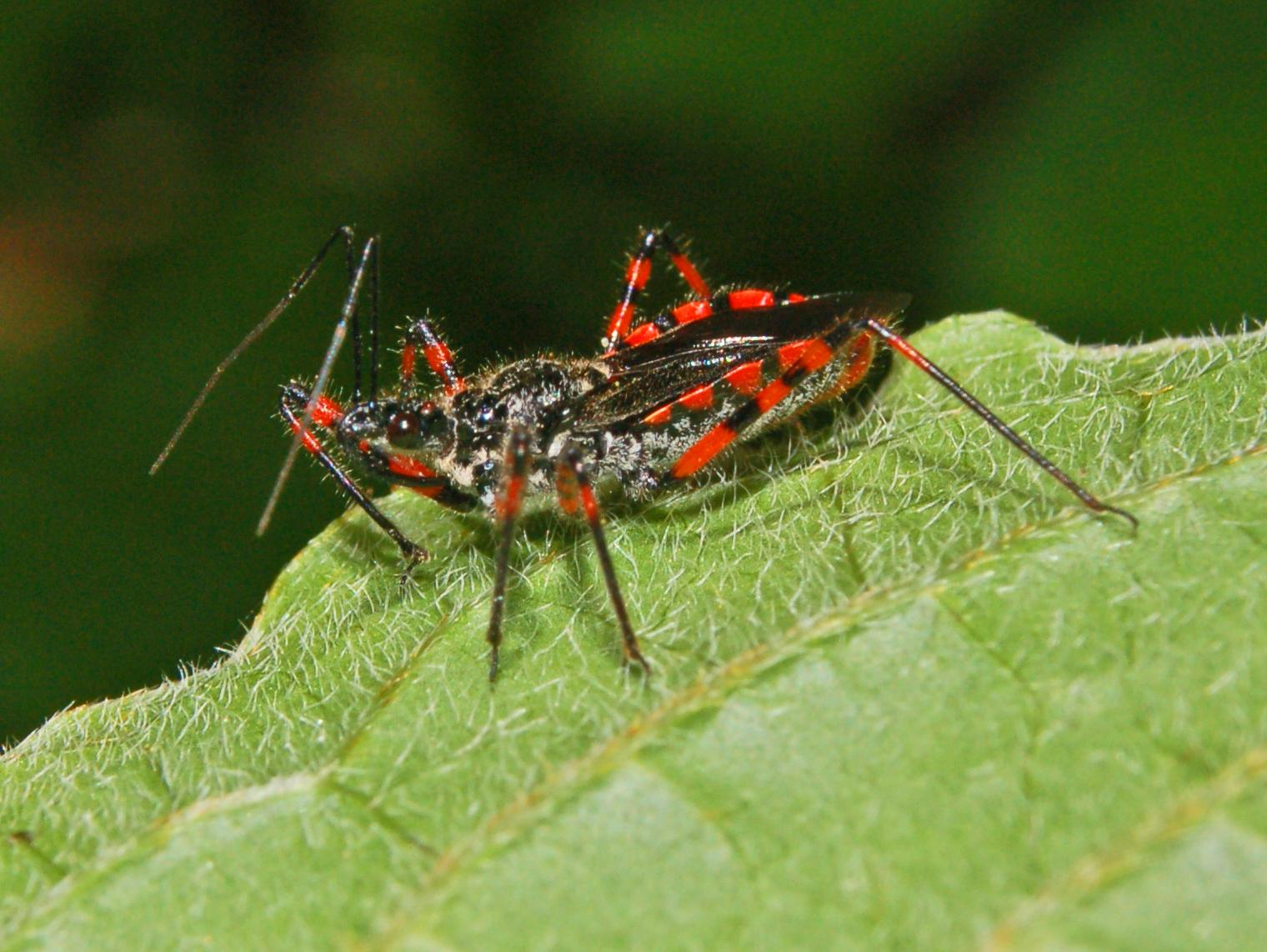
Seitenansicht

Sphedanolestes cingulatus ist eine Wanzenart aus der Familie der Raubwanzen (Reduviidae).

## Verbreitung und Lebensräume
Das Verbreitungsgebiet der Wanzenart beschränkt sich auf Italien (einschließlich Sizilien). Sie ist in Norditalien selten, in Süditalien und auf Sizilien häufiger. 
Die Wanzen sind überwiegend in der Krautschicht anzutreffen. 

## Merkmale
Die Wanzen der Art Sphedanolestes cingulatus erreichen Körperlängen von 10 bis 12 Millimetern. Sie sind groß und kräftig gebaut und fast vollständig schwarz gefärbt. Das Connexivum (auf der Seite sichtbarer Teil des Abdomens) ist schwarz mit roten Flecken. Sphedanolestes cingulatus verfügt über kräftige Femora (Schenkel), die jedoch im Gegensatz zu Sphedanolestes sanguineus drei rote und drei schwarze Ringe aufweisen.

## Lebensweise
Die Tiere ernähren sich ausschließlich räuberisch von verschiedenen Insekten.

## Etymologie
Der Artbezeichnung cingulatus leitet sich aus dem Lateinischen ab und bedeutet „gegürtet“ – bezugnehmend auf das Farbmuster der Beine.